# LINX
51°30′41″ пн. ш. 0°00′12″ зх. д. / 51.511453° пн. ш. 0.003418° зх. д.
LINX (англ. London Internet Exchange) — точка обміну інтернет-трафіком. Розташована в Лондоні. Обробляє трафік 714 учасників, пікові показники трафіку — 4,34 Тбіт/с, середній — 2,61 Тбіт/с за останній місяць станом на 5 серпня 2019 року.

## Історія
У листопаді 1994 року, використовуючи безоплатно надане обладнання, без будь-яких письмових контрактів, п'ять британських інтернет-провайдерів пов'язали свої мережі для обміну даними, щоб уникнути високих витрат за використання трансатлантичного комунікаційного кабелю.
Прародителем LINX можна вважати зв'язок мереж двох інтернет-провайдерів (PIPEX і UKnet) через 64-кілобітний послідовний канал, щоб заощадити витрати та час, що витрачається на маршрутизацію даних через Атлантику на американські точки обміну інтернет-трафіком.
Коли Demon Internet, UKERNA (британська академічна мережа) та інші інтернет-провайдери виявили інтерес до створення аналогічних послідовних каналів, Кіт Мітчелл, тоді технічний директор PIPEX, ініціював зустріч з BT для обговорення створення в Лондоні точки обміну інтернет-трафіком.
PIPEX надав засновникам LINX комутатор Cisco Catalyst 1200 з вісьмома 10-мегабітними портами. Стійка була орендована в практично порожньому дата-центрі, керованому Telehouse International Corporation of Europe Ltd на Коріандер-авеню в лондонському Доклендсі.
Передача перших даних через хаб Telehouse була знаменною подією, досягнутою завдяки технічним фахівцям, без обтяження юридичними аспектами. Однак, хоча PIPEX продовжував забезпечувати адміністративний та технічний нагляд, необхідність у регулюванні юридичних питань виникла.
Вирішенням цього питання стало створення НКО в 1995 році. Адвокати підготували пакети документів, у раді компанії стали 5 осіб, а Кіт Мітчелл був першим головою.
12 березня 2022 року LINX відключила російських операторів зв'язку Мегафон і Ростелеком з етичних мотивів.